# Vidyasagar Setu
Vidyasagar Setu (bengalisch: বিদ্যাসাগর সেতু, Bidyāsāgar setu; deutsch: Vidyasagar-Brücke; im Englischen und in der Fachliteratur allgemein bekannt als Second Hooghly Bridge) ist eine Straßenbrücke über den Fluss Hugli (Hooghly), einen Mündungsarm des Ganges im indischen Bundesstaat Westbengalen.

## Bedeutung
Die Brücke verbindet die Metropole Kalkutta (seit 2001: Kolkata) mit der gegenüberliegenden, mehr als eine Million Einwohner zählenden Stadt Howrah. Die beiden Städte waren – abgesehen von der weit im Norden liegenden Vivekananda Setu – nur durch die Howrah Bridge verbunden, bis die Second Hooghly Bridge 1992 eröffnet wurde. Offiziell wurde sie nach Ishwar Chandra Vidyasagar benannt, einem Reformer in Bengalen im 19. Jahrhundert.
Die Brücke war die erste Schrägseilbrücke in Indien und hat die längste Spannweite aller Brücken Indiens.
Sie ist für Kraftfahrzeuge mautpflichtig.

## Geschichte
Das rasche Wachstum der beiden Städte und die häufigen Staus an der Howrah Bridge erforderten den Bau einer weiteren Flussquerung. Anfang 1970 wurde Jörg Schlaich von der Regierung Westbengalens mit der Planung der zweiten Brücke über den Hugli beauftragt. Kriterium dafür war, dass die Brücke ohne jegliche Importe nur aus einheimischem, nicht schweißbarem Stahl von einheimischen Arbeitern gebaut würde.
Schlaich entwickelte die Konzeption einer Schrägseilbrücke mit einem Fahrbahnträger aus genieteten Längs- und Querträgern im Verbund mit einer Betonfahrbahnplatte. Das für die Brücke benötigte Material konnte von indischen Stahlproduzenten und Baustofflieferanten bezogen werden, die umfangreichen Niet- und Betonierarbeiten waren für die zahlreichen örtlichen Arbeiter geläufige Tätigkeiten, die mit viel Handarbeit ausgeführt werden konnten.
Der Grundstein für die zweite Brücke über den Hugli wurde am 20. Mai 1972 von Indira Gandhi gelegt, die eigentlichen Bauarbeiten begannen jedoch erst 1979. Die Ausführungsplanung und Bauüberwachung wurde von Schlaich mit dem kurz darauf gegründeten Büro Schlaich Bergermann und Partner übernommen. Als Prüfingenieure waren Freeman Fox & Partners tätig, Windtunneltests wurden vom Indian Institute of Science in Bangalore durchgeführt. Mit den Bauarbeiten wurde Braithwaite, Burn & Jessop Construction Co. beauftragt, ein 1987 verstaatlichtes Brückenbauunternehmen aus Kalkutta. Die Arbeiten wurden immer wieder durch Koordinierungsprobleme, Streiks der mehr als zehn verschiedenen Gewerkschaften und schließlich auch Finanzierungsprobleme behindert und unterbrochen. Dabei zeigte sich aber, dass das Verfahren, I-Träger mit Nieten zu verbinden, die auf Holzkohlengrills erhitzt wurden, zumindest nicht durch die täglichen Stromausfälle behindert werden konnte.
Die Brücke wurde nach fast 13-jähriger Bauzeit am 10. Oktober 1992 eingeweiht.
Sie trägt im Vergleich zur Howrah Bridge wenig Verkehr, was unter anderem auf die Brückenmaut zurückgeführt wird.

## Beschreibung

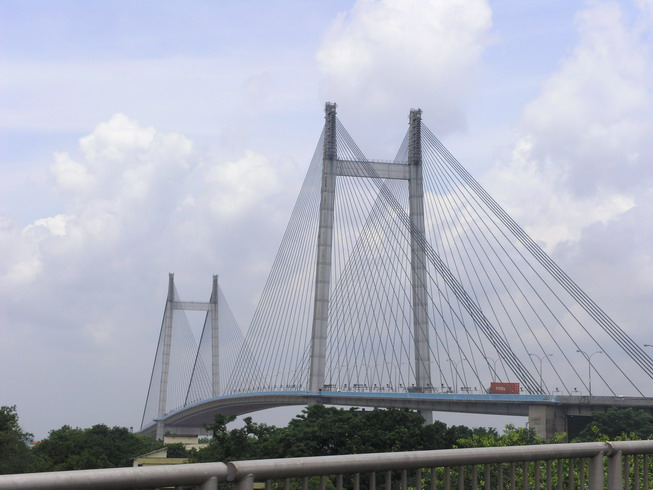
Vidyasagar Setu

Die Vidyasagar Setu ist eine insgesamt 823 m (2700 ft) lange und 35 m (115 ft) breite sechsspurige Straßenbrücke, deren Richtungsfahrbahnen durch einen 1,7 m breiten Mittelstreifen mit Leitplanken getrennt sind. Die beiden 2,50 m breiten Gehwege sind außerhalb der Schrägseile angebracht. Die Hauptöffnung der Brücke hat eine Spannweite von 457,2 m (1500 ft), die beiden Seitenöffnungen von je 183 m (600 ft). Dazu kommen lange Vorlandbrücken, die den Verkehr von der Brücke in verschiedene Stadtautobahnen einfädeln. Die Brücke hat im Mittelfeld eine lichte Höhe von 26 m (85 ft).

## Konstruktion
Die Vidyasagar Setu ist eine zweihüftige Schrägseilbrücke, deren Seile im Fächersystem angeordnet sind und von zwei H-Pylonen getragen werden. 
Die Pylone bestehen auf Wunsch des Bauherrn nicht aus Beton, sondern aus genieteten Stahlhohlkästen mit einem Querschnitt von 4 m × 4 m. Die freistehenden Portale sind unterhalb des Brückendecks und unterhalb der Pylonspitzen durch Querriegel miteinander verbunden. Die aus parallelen Drähten gefertigten Schrägseile sind mit dem Brückendeck fest verbunden; sie wurden durch Vorrichtungen in den Pylonköpfen gespannt.
Das Brückendeck besteht aus drei durchlaufenden 2 m hohen I-Trägern mit Achsabständen von je 14,55 m, die im Durchschnitt alle 4,10 m durch ebenso hohe Querträger verbunden sind. Außen sind 2,95 m lange Kragarme für die Gehwege angebracht. Das dadurch gebildete Rost hängt mit den äußeren Längsträgern unmittelbar an den Seilen, der mittlere Längsträger dient der Lastverteilung. Der Rost wurde von den Pylonen ausgehend im Freivorbau aus den mit Schiffen angelieferten Trägern erstellt. Auf dem Rost wurde gleichzeitig mit vier Feldern Nachlauf eine 0,23 m dicke und 35 m breite Stahlbetonplatte aus Ortbeton zur Versteifung der Konstruktion und als Grundlage für die Fahrbahn gefertigt und mit den Stahlträgern verdübelt.
Dieses Verbundsystem wurde bei der von 1983 bis 1986 gebauten Alex Fraser Bridge (Annacis Bridge) in Metro Vancouver, Kanada übernommen und von Schlaich Bergermann und Partner bei der Ting-Kau-Brücke in Hongkong in weiter entwickelter Form wieder verwendet.